# کشار چمردان
کشار چمردان، روستایی در دهستان کشار بخش مرکزی شهرستان خمیر در استان هرمزگان ایران است.

## وجه تسمیه
به علت فراوانی سبزه و چمن در فصل بهار و پوشش گیاهی موسوم به چوج که یک نوع درخت محسوب می‌شود این اسم را برای روستا انتخاب کرده‌اند.

## جمعیت
بر پایه سرشماری عمومی نفوس و مسکن در سال ۱۳۹۵، جمعیت این روستا برابر با ۶۶۵ نفر (۲۰۱ خانوار) بوده‌است.